# Григорьев, Михаил Николаевич
Михаил Николаевич Григорьев (25 ноября 1924 — 31 января 1943) — подпольщик Великой Отечественной войны, участник антифашистской организации «Молодая Гвардия».

## Биография
Родился 25 ноября 1924 года в деревне Липнеце (Орловская область) в семье рабочего-строителя. В 1936 году переехал на Донбасс, в 1939-м — в Краснодон. В апреле 1941 года вступил в ряды комсомола. Окончил 8 классов школы. После чего пошёл работать в «Донбассжилстрой» учеником слесаря[значимость факта?].
В «Молодой Гвардии» занимался добычей оружия и написанием агитационных листовок, принимал участие в казни полицаев.
Был арестован 27 января 1943 года. 31 января 1943 года во время казни пытался бежать, однако был ранен и сброшен в ствол шахты № 5. Похоронен в братской могиле молодогвардейцев в посёлке Краснодон.

## Награды
Посмертно награждён орденом Отечественной войны 1-й степени и медалью «Партизану Отечественной войны» 1-й степени.